# Mission: Impossible – Fantom protokoll
A Mission: Impossible – Fantom protokoll (Mission: Impossible – Ghost protocol) 2011-ben bemutatott kémfilm Brad Bird rendezésében, mely a Mission: Impossible filmsorozat negyedik része.
Az előző három részhez hasonlóan a főszereplő Ethan Hunt titkos ügynököt ismét Tom Cruise alakítja. A mozifilmet Brad Bird rendezte, akinek ez volt az első élőszereplős filmje. A forgatókönyvet André Nemec és Josh Appelbaum jegyzik, a producerek Tom Cruise, J. J. Abrams és Bryan Burk voltak. Ez az első M:I mozi, amelyiket IMAX kamerákkal forgattak.
A film magyarországi premierje 2011. december 15-én volt, míg az Egyesült Államokban pár nappal később, december 16-án mutatták be.
A Fantom protokollról a legtöbb kritika elismerően írt. A kritikákat összegző Rotten Tomatoes 93%-ra értékelte, ezzel a M:I filmsorozat legjobb eredményét érte el. Világszerte több mint 694 millió dollár bevételt ért el, mely eredménnyel szintén megelőzte az előző három részt. Az alkotás 2011-es év 5. legtöbb bevételt hozó filmje lett.

## Cselekmény
Trevor Hanaway-t (Josh Holloway), az IMF egyik ügynökét, Budapesten bevetés közben megöli egy bérgyilkos, Sabine Moreau (Léa Seydoux).
Hanaway társa, Jane Carter (Paula Patton) és a terepen még újoncnak számító Benji Dunn (Simon Pegg) kiszabadítják Ethan Huntot (Tom Cruise) és Bogdant (Miraj Grbić), Hunt orosz informátorát, egy moszkvai börtönből. Hunt azt a feladatot kapja, hogy Carter és Dunn segítségével hatoljon be a moszkvai Kreml archívumába és lopjon el minden ott tárolt információt egy Kobalt fedőnevű személyről. A küldetés közben valaki keresztülrádiózik az IMF frekvenciáján és így tudatja az oroszokkal az illegális behatolást. Dunn-nak és Carternek sikerül elmenekülnie, de egy bomba elpusztítja a Kremlt és az orosz Sidorov (Vladimir Mashkov) ügynök letartóztatja Huntot, mint a terrortámadás egyik résztvevőjét.
Az oroszok a bombatámadást egy be nem jelentett háborús tettnek hiszik, így az amerikai elnök elindítja a „Fantom protokoll”-t, egy titkos hadműveletet, mely során az IMF-et feloszlatják és megtagadnak minden kapcsolatot vele. Eszerint a céget, azon belül Hunt csapatát akarják felelőssé tenni a Kreml elpusztításáért. Az IMF minisztere azonban felajánlja Huntnak, hogy egy megrendezett szökés után csapatával bármiféle külső segítség nélkül felkutathatja Kobaltot. Mielőtt azonban Hunt „megszökhetne”, az IMF miniszterét egy támadásban megöli a Sidirov vezette orosz biztonsági szolgálat, magára hagyva ezzel Huntot, Cartert, Dunnt és William Brandtet (Jeremy Renner), a miniszter főelemzőjét. A csapat megtudja, hogy a Kobalt Kurt Hendricks (Michael Nyqvist) álneve, egy svéd származású orosz atomfizikusé, aki atomháborút akar kirobbantani. Hendricks a Kreml elleni támadással álcázta, hogy orosz nukleáris irányítófejeket lopott el. Következő lépésként az indítókódokat akarja megszerezni. Ezeket egy futártól Hanaway sikeresen megszerezte Budapesten, de miután Moreau megölte őt, a bérgyilkos elvitte a kódokat rejtő táskát.
Moreau és Hendricks embere, Wistrom (Samuli Edelmann), Dubajban találkoznak, a kódok átadására a Burdzs Kalifában kerül sor. Hunt és Brandt Hendricks embereinek adják ki magukat, és Moreau így tudta nélkül velük találkozik, Wistrom pedig Carter ügynökkel tárgyal úgy gondolván, hogy valójában Moreau-val van. Brandtet azonban leleplezi egy bevetéshez használt kontaktlencse, és Moreau rájön, hogy nem Wistromékkal tárgyal. A kialakuló káoszban Carter elkapja Moreau-t, míg Hunt Wistromot veszi üldözőbe. Neki azonban sikerül elmenekülnie, és kiderül, hogy valójában Hendricks volt az, maszkban. Az elfogott Moreau eközben megpróbálja megölni Dunnt, de Carter végül kilöki őt az ablakon. Brandt azzal vádolja Cartert, hogy Moreau elleni személyes bosszúját küldetésük elé helyezte, Hunt pedig kérdőre vonja Brandtet, hogy mit rejteget, a Burdzs Kalifában történtek alatt ugyanis Brandt tapasztalt ügynökként viselkedett. Amíg Hunt a városba megy információt szerezni Bogdantól, Brandt elismeri, hogy Horvátországban ő volt felelős Hunt és felesége, Julia Meade (Michelle Monaghan) biztonságáért. Amíg Brandt Huntot követte, Juliát megölte egy szerb szélsőséges csoport. Hunt azért került a moszkvai börtönbe, mert bosszút állt felesége gyilkosain.
Bogdan és fegyverkereskedő unokaöccse elárulja Huntnak, hogy Hendricks Mumbai-ba tart. Hendricks egy indiai milliárdos, Brij Nath-on (Amil Kapoor) keresztül egy régi szovjet műholdat szerez. Ennek segítségével parancsot tud küldeni egy atombomba kilövésére. Huntéknak sikerül megszerezniük a szerverekhez szükséges kódokat, azonban Hendrsicks megelőzi őket, és leállítja azokat. Ezek után a műholdon keresztül egy orosz tengeralattjárónak elküldi a parancsot, hogy lője ki az atomfegyvert San Fransiscóra. Hunt üldözőbe veszi az indítószerkezettel menekülő Hendricks-et. A többiek eközben azon fáradoznak, hogy a fizikus által használt rádióállomást újraindítsák, mivel csak azon keresztül tudják hatástalanítani a bombát. Hunt és Hendricks verekedni kezdenek az indítóért, ám Hendricks a mélybe veti magát a táskájával együtt, hogy Hunt ne érhesse el azt. Brandtnek sikerül áram alá helyeznie az állomást, Hunt pedig így már hatástalanítani tudja az atombombát. A végzetesen megsérült Hendricks még látja, ahogy terve kudarcot vall. Ekkor érkezik meg Sidirov, aki mindeddig Hunt nyomában volt.
A csapat néhány héttel később Seattle-ben találkozik. Hunt bemutatja őket régi kollégájának, Luther Stickellnek (Ving Rhames), majd egy új küldetésre kéri fel őket. Dunn és Carter elfogadják azt, de Brandt visszautasítja. Hunt ekkor elmondja neki, hogy Julia halálát megrendezték, mivel tudta, hogy máshogy nem védheti meg őt. A színjátékot Hunt arra használta fel, hogy bejuthasson a börtönbe, és Bogdan közelébe férkőzhessen, aki az IMF egyik informátora volt Hendricks-ről. Brandt, megszabadulva a bűntudattól, elfogadja a küldetést majd távozik. Hunt eközben távolról figyeli a közelben sétáló feleségét. Egymásra mosolyognak, majd Hunt elindul a következő bevetésre.

## Szereposztás
| Színész           | Szerep                     | Magyar hang     |
| ----------------- | -------------------------- | --------------- |
| Tom Cruise        | Ethan Hunt                 | Rékasi Károly   |
| Simon Pegg        | Benji Dunn                 | Görög László    |
| Jeremy Renner     | William Brandt             | Dányi Krisztián |
| Paula Patton      | Jane Carter                | Gáspár Kata     |
| Michael Nyqvist   | Kurt Hendricks             | Epres Attila    |
| Vladimir Mashkov  | Anatoly Sidorov            | László Zsolt    |
| Samuli Edelmann   | Marius Wistrom             | Sótonyi Gábor   |
| Ivan Shvedoff     | Leonid Lisenker            | Czvetkó Sándor  |
| Léa Seydoux       | Sabine Moreau              | Tenki Réka      |
| Josh Holloway     | Trevor Hanaway             | Kaszás Gergő    |
| Miraj Grbić       | Bogdan                     | Zámbori Soma    |
| Michelle Monaghan | Julia Meade, Hunt felesége | ?               |
| Ving Rhames       | Luther Stickell            | Bognár Tamás    |
| Anil Kapoor       | Brij Nath                  | Fekete Ernő     |
| Tom Wilkinson     | IMF miniszter              | Koroknay Géza   |

## A film készítése

### Előkészületek és szereplőválogatás

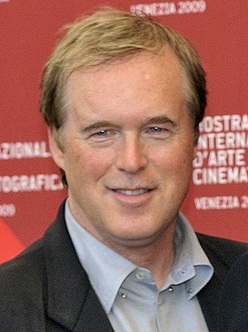
Brad Bird rendező 2009-ben

Az első hírek a M:I filmsorozat lehetséges folytatásáról 2009 elején jelentek meg. Tom Cruse márciusban úgy nyilatkozott egy interjúban, hogy már elkezdett dolgozni a következő részen, és jelenleg a történetet tervezi. Nem sokkal később J. J. Abrams, a harmadik rész rendezője bejelentette, hogy a film készítéséhez Cruise meghívására producerként csatlakozik. Josh Applebaum és André Nemec augusztusban érkeztek a projekthez, mint forgatókönyvírók, a történeten Abrams-zal közösen dolgoztak. Abrams még az Alias során ismerte meg a két írót, akik összesen négy évadon keresztül társproducerei voltak a sorozatnak.
Cruise 2010 februárjában írta alá a szerződést a Paramount Pictures-zel, amellyel hivatalossá vált, hogy ismét ő alakíthatja a főhős, Ethan Hunt karakterét. Korábban olyan hírek is napvilágot láttak, hogy a Paramount egy fiatalabb, élvonalbeli színészt kérne fel a főszereplő titkos ügynök megformálására. Cruise és a cég kapcsolata még 2006-ban romlott meg, amikor a vállalat tulajdonosa a 3. M:I mozi rossz teljesítményét a színész „rossz”, „a Paramountnál elfogadhatatlan viselkedés”-ével magyarázta. Néhány évvel később a Paramount és Cruise között a negyedik rész okán létrejövő megállapodásra a Paramount igazgatója, Brad Grey úgy reagált, hogy „Tom és J.J. rendkívüli tehetségek és már nagyon várjuk, hogy együtt dolgozhassunk velük eme legendás franchise újraindításán.” Cruise és a cég a harmadik M:I-mozi óta nem dolgoztak együtt.
Brad Bird rendező 2010 májusában csatlakozott hivatalosan a stábhoz. Bird korábban csak animációs filmeken dolgozott, és a tárgyalások végső szakaszában olyan rendezőket utasított maga mögé, mint Ruben Fleischer vagy Edgar Wright. Cruise egy interjújában úgy nyilatkozott, hogy fontosnak tartja, hogy minden egyes M:I-részt más rendezzen: „Az egész sorozat lényege számomra az, hogy mindig új rendező jöjjön és letegyék védjegyüket a ’Mission: Impossible’-ban. Először Brian De Palma, majd John Woo, J.J. Abrams és most Brad Bird, szóval ez Brad Bird ’Mission: Impossible’-je lesz.”
A korábbi részekből Simon Pegg, Michelle Monaghan és Ving Rhames is leszerződött a filmre. Jeremy Renner 2010 nyarán csatlakozott az alkotókhoz. Karakterét, William Brandt ügynököt úgy formálták meg, mint Hunt (Tom Cruise) lehetséges utódát, aki átvehetné a sorozatot Cruise esetleges kilépése után. A szerepre több fiatalabb színészt is meghallgattak, a Paramount olyan társat keresett, aki hatásos vetélytársa lehet Cruise-nak. A válogatás során többek között Tom Hardy, Chris Pine, Kevin Zegers, Christopher Egan és Anthony Mackie neve is szóba került. A másik szerep, amelyért komoly versengés alakult ki, a női főszereplő volt, az ügynöknő karakterét végül Paula Patton játszhatta el. A színésznőnek ez volt az első főszerepe egy ilyen nagyszabású alkotásban.
A kisebb szerepekre az orosz Vladimir Mashkovot a svéd Michael Nyqvistet az amerikai Josh Holloway-t, a francia Léa Seydoux-ot és az indiai Anil Kapoort kérték fel. Kezdetben Noomi Rapace neve is felmerült, ám a színésznő végül a Sherlock Holmes 2.-ben vállalt szerepet.

### Cím
A filmet először Mission: Imposible 4 munkacímmel jelentették be, a készítése kezdetén az „Aries” fedőnevet használták. 2010 augusztusára a címváltozatok között már nem szerepelt a Mission: Impossible 4, hanem egyszerűen csak Mission: Impossible-ként emlegették, amelyet a Variety Christopher Nolan Batman–folytatásához hasonlította, melynek címe szintén egyszerűen csak A sötét lovag volt. A film végleges címét – Mission: Impossible Ghost Protocol – egy Dubajban tartott sajtótájékoztatón jelentették be a készítők. Cruise a következőt nyilatkozta az új címről: „Az egyik dolog, amit akartam, az volt, hogy ne egy szám álljon utána. Még sohasem csináltam filmekhez folytatásokat és ezeket a filmeket soha nem tekintettem folytatásoknak. A Paramount nagyszerű munkát végzett az új cím kitalálásával, így nem MI2, 3, 4 lesz, hanem Mission: Impossible Ghost Protocol. Mindig úgy éreztem, hogy szükség van egy címre.”

### Forgatás
A filmet részben IMAX kamerákkal forgatták, az összes játékidőből körülbelül 30 percet. Bird ragaszkodott ahhoz, hogy bizonyos jelenetek IMAX formátumba legyenek felvéve. A 3D-t elvetették, mivel a rendező úgy érezte, az IMAX a nézőnek sokkal nagyobb élményt nyújt azzal, hogy élénkebb, jobb minőségű képet ad különleges szemüveg használata nélkül.
A forgatás 2010 októberében kezdődött és 2011 márciusában ért véget. A fő forgatási helyszínek Dubaj, Prága, Moszkva, Mumbai, Bengaluru és Vancouver voltak. A Budapesten játszódó jeleneteket közül csak a légi felvételek készültek a helyszínen, melyeket némileg digitálisan módosítottak, a többit Prágában és Vancouverben vették fel.
Az egyik jelenetben Tom Cruise a világ legmagasabb épületén, a Burdzs Kalifán mászik fel több emeletnyit egy speciális kesztyű segítségével. A forgatás során Cruise kaszkadőr nélkül, maga hajtotta végrea feladatot. A színészt több kábellel az épülethez rögzítették, amiket később digitálisan eltüntettek a vizuális effekteket készítő Industrial Light & Magic munkatársai. Cruise példáját követve Patton és Seydoux is lemondott a kaszkadőrök használatáról saját harcjelenetükben.
A belső felvételek közül sok a vancouveri Canadian Motion Picture Parkban készült, többek között itt rendezték be az IMF speciális vagonját és azt a többszintes mumbai autógarázst is, ahol Hunt és Hendricks az irányítóért küzd. Ez utóbbit kizárólag ezért a filmért építették, a munkálatok több mint hat hónapot vettek igénybe. A film tetőpontjának jeleneteit az indiai Sun TV bengalurui irodájában forgatták. A moszkvai börtönben játszódó képsorokat egy Prága melletti volt börtönben rögzítették. A filmben mutatkozott be először szélesebb közönség előtt a BMW i8.

### Filmzene
A film zenéjét Michael Giacchino szerezte. Ez volt a második mozi a M:I franchise-ban, amihez zenét komponált, Birddel pedig a harmadik közös együttműködésük. Korábban A Hihetetlen család és a L’ecsó című animációs filmeken dolgoztak együtt. A Fantom protokoll zenéje 2012. január 10-én jelent meg az Egyesült Államokban a Varèse Sarabande lemezkiadó gondozásában.
| Zeneszámok listája | Zeneszámok listája                                  | Zeneszámok listája | Zeneszámok listája | Zeneszámok listája | Zeneszámok listája | Zeneszámok listája | Zeneszámok listája | Zeneszámok listája | Zeneszámok listája |
| #                  | Cím                                                 | Hossz              |                    |                    |                    |                    |                    |                    |                    |
| ------------------ | --------------------------------------------------- | ------------------ | ------------------ | ------------------ | ------------------ | ------------------ | ------------------ | ------------------ | ------------------ |
| 1.                 | Give Her my Budapest                                | 1:56               |                    |                    |                    |                    |                    |                    |                    |
| 2.                 | Light the Fuse                                      | 2:01               |                    |                    |                    |                    |                    |                    |                    |
| 3.                 | Knife to a Gun Fight                                | 3:42               |                    |                    |                    |                    |                    |                    |                    |
| 4.                 | In Russia, Phone Dials You                          | 1:40               |                    |                    |                    |                    |                    |                    |                    |
| 5.                 | Kremlin with Anticipation                           | 4:12               |                    |                    |                    |                    |                    |                    |                    |
| 6.                 | From Russia with Shove                              | 3:37               |                    |                    |                    |                    |                    |                    |                    |
| 7.                 | Ghost Protocol                                      | 4:58               |                    |                    |                    |                    |                    |                    |                    |
| 8.                 | Railcar Rundown                                     | 1:11               |                    |                    |                    |                    |                    |                    |                    |
| 9.                 | Hendricks' Manifesto                                | 3:17               |                    |                    |                    |                    |                    |                    |                    |
| 10.                | A Man, a Plan, a Code, Dubai                        | 2:44               |                    |                    |                    |                    |                    |                    |                    |
| 11.                | Love the Glove                                      | 3:44               |                    |                    |                    |                    |                    |                    |                    |
| 12.                | The Express Elevator                                | 2:31               |                    |                    |                    |                    |                    |                    |                    |
| 13.                | Mission Impersonatable                              | 3:55               |                    |                    |                    |                    |                    |                    |                    |
| 14.                | Moreau Trouble than She's Worth                     | 6:44               |                    |                    |                    |                    |                    |                    |                    |
| 15.                | Out for a Run                                       | 3:53               |                    |                    |                    |                    |                    |                    |                    |
| 16.                | Eye of the Wistrom                                  | 1:04               |                    |                    |                    |                    |                    |                    |                    |
| 17.                | Mood India                                          | 4:28               |                    |                    |                    |                    |                    |                    |                    |
| 18.                | Mumbai's the Word                                   | 7:14               |                    |                    |                    |                    |                    |                    |                    |
| 19.                | Launch is on Hendricks                              | 2:22               |                    |                    |                    |                    |                    |                    |                    |
| 20.                | World's Worst Parking Valet                         | 5:03               |                    |                    |                    |                    |                    |                    |                    |
| 21.                | Putting the Miss in Mission                         | 5:19               |                    |                    |                    |                    |                    |                    |                    |
| 22.                | Mission: Impossible Theme (Out With a Bang Version) | 0:53               |                    |                    |                    |                    |                    |                    |                    |
| 01:16:28           |                                                     |                    |                    |                    |                    |                    |                    |                    |                    |

## Bemutató

### Mozibemutató
Az Egyesült Államokban az IMAX-mozikban 2011. december 16-án mutatták be, míg szélesebb körben december 21-én Magyarországon december 15-én kezdték vetíteni.

### DVD- és Blu-ray-megjelenés
A Fantom protokoll az Egyesült Államokban 2012. április 17-én jelent meg Blu-ray-en, DVD-n, valamint ekkor vált digitálisan letölthetővé is. A képarány azonban még az IMAX jeleneteinél is 2,40:1 arányra lett vágva. Magyarországon a film DVD, egylemezes Blu-ray, illetve kétlemezes fémdobozos Blu-ray kiadásban jelent meg 2012. május 3-án, szintén 2,40:1-es képformátummal.

## Fogadtatás

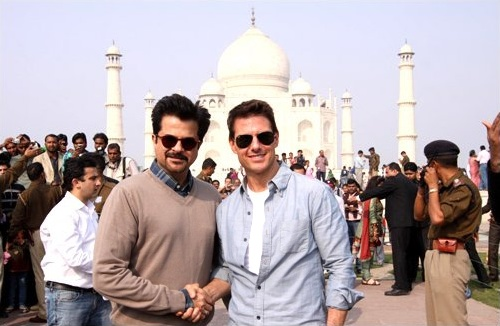
Tom Cruise és Anil Kapoor Indiában reklámozzák a filmet.

### Kritikai visszhang
A Mission: Impossible: Fantom protokollról a legtöbb kritikus elismerően írt. Az értékeléseket összegyűjtő Rotten Tomatoes nevű honlapon 93%-ot kapott a film, 226 kritikából 211 pozitív volt. A honlap összegzése azt írja, hogy „elegáns, ütemes, és számos látványos akciójelenetekkel megrakva a negyedik Mission: Impossible egy valóban jól működő nagy költségvetésű popcornmozi.” A 93%-os összesítéssel a Fantom protokoll kapta a legtöbb pozitív értékelést a M:I franchise filmjei közül. A Metacritic honlapján az alkotás 100-ból 73 pontot gyűjtött össze.
Roger Ebert a maximális négyből három és fél csillagot adott a filmnek. Szerinte az alkotás nagy erénye a karakterek szerethetősége, a színészek nagyszerű játéka, valamint Bird rendezése: „az alkotásnak váratlan rendezője van: Brad Bird, olyan nagyszerű animációs filmek alkotója, mint a Szuper haver, A hihetetlen család és a L’ecsó. Nos, miért ne? Az animáció az akcióra szakosodott és a filmjei erős karakterekről ismertek. Azt gondolhatnád már évek óta thrillereket rendez.”

### Bevételi adatok
A Fantom protokoll Észak-Amerikában 209 397 903 dollár bevételt termelt, a többi országban 485 315 477 dollárt, ami világszerte összesen 694 713 380 dollár bevételt jelent. Ezzel az eredménnyel a világon a legtöbbet hozó M:I-mozi lett, egyben Tom Cruise addigi legsikeresebb filmje. 2011-ben az 5. legtöbb bevételt termelő alkotás volt.
Az első, korlátozott bemutatót követő hétvégén a film az USA-ban 12,8 millió bevételt hozott. Szélesebb körű bemutatóját követően két hétig a legjobb heti bevételeket mutató top 10-es lista élén állt. Annak ellenére, hogy a vetítéseknek mindössze 9%-a volt IMAX-moziban, ezek az összbevétel 23%-át adták ki 2012. január 4-ig.
Az USA-n kívül a film a nyitóhétvégén összesen 69,5 millió dollárt hozott. A három fő forgatási helyszínen – Oroszország, Egyesült Arab Emírségek és India – a film rendkívül jól szerepelt a kasszáknál. Oroszországban a nyitó hétvégén összesen 6,04 millió dollár bevételt hozott, ami a harmadik rész eredményének több mint kétszerese. Az Egyesült Arab Emírségekben 2,4 millió dollárral rekordot döntött, amit csak a Bosszúállók című filmnek sikerült túlszárnyalnia. Indiában a film 4 millió dollárral nyitott, ami az előző rész eredményének több mint négyszerese.
Észak-Amerika után a film a legtöbb összbevételt Kínában (102,5 millió dollár), Japánban (69,7 millió dollár) és Dél-Koreában (51,1 millió dollár) szerezte. Magyarországon a nyitóhétvégén összesen 30 444 -en látták, ami 168 906 dollár bevételt hozott. Ezzel a hétvége legnézettebb alkotása lett. Hazánkban 2011 18. legjobb összbevételét hozó filmje lett.

### Díjak és jelölések
| Díjátadó                           | Kategória                                                     | Jelölt(ek)                                                             | Eredmény |
| ---------------------------------- | ------------------------------------------------------------- | ---------------------------------------------------------------------- | -------- |
| Alliance of Women Film Journalists | Kick Ass Award for Best Female Action Star                    | Paula Patton                                                           | Jelölve  |
| Golden Reel Awards                 | Best Sound Editing: Sound Effects and Foley in a Feature Film | Mission: Impossible – Ghost Protocol                                   | Jelölve  |
| Kids' Choice Awards                | Favorite Buttkicker                                           | Tom Cruise                                                             | Jelölve  |
| MTV Movie Awards                   | legjobb küzdelmi jelenet                                      | Tom Cruise vs. Michael Nyqvist                                         | Jelölve  |
| MTV Movie Awards                   | legjobb „WTF” jelenet                                         | Tom Cruise                                                             | Jelölve  |
| Szaturnusz-díj                     | legjobb akciófilm/kalandfilm/thriller                         | Mission: Impossible – Ghost Protocol                                   | Elnyerte |
| Szaturnusz-díj                     | legjobb rendezés                                              | Brad Bird                                                              | Jelölve  |
| Szaturnusz-díj                     | legjobb színész                                               | Tom Cruise                                                             | Jelölve  |
| Szaturnusz-díj                     | legjobb női mellékszereplő                                    | Paula Patton                                                           | Jelölve  |
| Szaturnusz-díj                     | legjobb zene                                                  | Michael Giacchino                                                      | Jelölve  |
| Szaturnusz-díj                     | legjobb vágás                                                 | Paul Hirsch                                                            | Elnyerte |
| Teen Choice Awards                 | Choice Movie: Action                                          | Mission Impossible – Ghost Protocol                                    | Jelölve  |
| Teen Choice Awards                 | Choice Movie Actor: Action                                    | Mark Vincent Villegas                                                  | Jelölve  |
| Teen Choice Awards                 | Choice Movie Actress: Action                                  | Paula Patton                                                           | Jelölve  |
| Visual Effects Society Awards      | Outstanding Models in a Feature Motion Picture                | John Goodson, Paul Francis Russell és Victor Schutz                    | Jelölve  |
| Taurus World Stunt Awards          | legjobb kaszkadőrirányító és/vagy 2nd Unit rendező            | Pavel Cajzl, Dan Bradley, Russell Solberg, Gregg Smrz és Owen Walstrom | Jelölve  |

## Folytatás
2011 decemberében Simon Pegg egy interjújában azt nyilatkozta, hogy őt és Cruise-t érdekelheti egy folytatás. A negyedik rész sikere után a Paramount Pictures is a filmsorozat gyors folytatását remélte. 2013 augusztusában bejelentették, hogy az 5. rész rendezője Christopher McQuarrie lesz, míg a főszereplő marad Tom Cruise.

## Fordítás
Ez a szócikk részben vagy egészben  a   Mission: Impossible – Ghost Protocol című angol Wikipédia-szócikk fordításán alapul.  Az eredeti cikk szerkesztőit annak laptörténete sorolja fel. Ez a jelzés csupán a megfogalmazás eredetét és a szerzői jogokat jelzi, nem szolgál a cikkben szereplő információk forrásmegjelöléseként.